# بوثلجة
بوثلجة بلدية تابعة دائرة بوثلجة بولاية الطارف الجزائرية.

## الموقع الجغرافي
تبعد عن مقر الولاية بـ 12 كلم، يحدها:
- من الشرق: بلدية الطارف
- من الغرب: بلدية بحيرة الطيور
- من الجنوب: بلدية بريحان

## اقتصاد البلدية
تعتبر بوثلجة من أهم البلديات من ناحية الفلاحة فهى الدائرة الوحيدة المصنفة في الجزائر بالبطيخ و العنب.

## أعلام
- الشاذلي بن جديد